# Васја Пирц
Васја Пирц (19. децембра 1907 — 2. јуна 1980) био је шаховски велемајстор, а један је од најистакнутијих југословенских шахиста уочи и после Другог светског рата.

## Биографија
Рођен је 19. децембра 1907. у Идрији (Аустроугарска, сада Словенија), у породици професора гимназије где је шах био добродошла забава. Мајка домаћица и отац професор историје и географије играли су бројне партије праћени погледима малог Васје. Они су му били први шаховски учитељи и већ са 6 година и он им се придружио у игри. У дечачким данима са родитељима се преселио у Марибор где је учио класичну гимназију. Тамо је био најбољи ученик и шахиста. Први уџбеник му је био Дифренов уџбеник на немачком језику, а учитељ велемајстор др Милан Видмар. Ускоро је постао првак Марибора у шаху.
По доласку у Љубљану где је студирао исто као и његов отац, историју и географију - дипломирао је, а шаховски мајстор постао је на Савезном аматерском турниру у Карловцу 1927. године. Исте године био је првак Љубљане у шаху.
Потом одлази у Беч на студије, тамо живи скоро две године и много напредује играјући са тамошњим мајсторима. Када је 1929. године у Рогашкој Слатини први пут у Југославији организован међународни турнир, Пирц на њему учествује са великим успехом упркос јакој конкуренцији — делио је трећу награду. Од тада важи као један од водећих младих мајстора.
Пирц је шаху прилазио широко и свестрано. Док није играо на међународним турнирима занимала га је сама суштина шаха и он је марљиво студирао и напредовао. Дошли су успеси након којих је ушао у ред међународних мајстора. Од тада је почео да се држи познатих путева, сводећи своју игру на сигурност - конзервативно је ограничио свој репертоар отварања на најнужније и најпотребније. Но, то је штетно деловало на његово стваралаштво, јер је изгубио полет, па су га колеге из нове генерације младих мајстора (попут Флора, Штолца и Лилиентала) претекли, пошто је њихова игра поред рутине и механике (што се стиче на многим турнирима) ипак задржала још увек доста свежине.
Једно од најпопуларнијих шаховских отварања, Пирчева одбрана, своје име носи по Васји Пирцу.
Објавио је низ књига на словеначком, српскохрватском и немачком језику, уређивао је шаховску рубрику у листу »Јутро« од 1934. до 1941. године, 1938. године уређивао је Шаховски гласник, био шаховски тренер, а изнад свега у свету цењени теоретичар. Најпознатија му је теоретска књига: Нова теорија шаховских отварања - краљева индијка (словен. Novejša teorija šahovskih otvoritev - kraljeva indijka) из 1958. године.
Шаховска заоставштина другог словеначког и трећег југословенског велемајстора у историји, заједно са заоставштином др Милана Видмара смештена је у Музеју у Марибору где је изложена јавности.
Преминуо је 2. јуна 1980. у Љубљани, Југославија (сада Словенија).
На стогодишњицу рођења Васје Пирца, Пошта Словеније издала је поштанску марку са његовим ликом.

## Шаховска каријера
Године 1927. победио је на Савезном аматерском турниру у Карловцу, а исте године био је првак Љубљане у шаху.
Први велики успех постигао је 1929. године на веома јаком турниру у Рогашкој Слатини када је иза Рубинштајна и Флора поделио 3. до 5. место са Мароцијем и Такачом.
Следеће године у Штубијанским Топлицама (Чехословачка) на турниру који је био нека врста смотре европских младих мајстора, Пирц је поново успешан и осваја друго место иза Лилиентала, а испред Флора. 1930. на турниру у Франкфурту постиже свега 50% поена.
Приликом турнеје чувеног аустријског мајстора Шпилмана у Марибору и Рогашкој Слатини организује се меч између њега и Пирца, у коме је Пирц подлегао часним резултатом 4:6 (+1 =6 -3).
Године 1931. на турниру у Прагу (Чехословачка) осваја другу награду, иза Штолца, а испред Флора, а потом на 4. шаховској Олимпијади у Прагу 1931. године, игра веома успешно за репрезентацију Југославије и на четвртој табли осваја сребрну медаљу за укупно други најуспешнији појединачни резултат (12½/17, +10 =5 -2, успех 73,5%). Потом учествује на смотри великих мајстора, на чувеном турниру на Бледу. Пирц започиње срећно, пошто је у првом колу савладао Нимцовича, али на крају завршава на последњем месту. Међутим, већ идуће године у Слиачу (Чехословачка, сада Словачка), рехабилитује се освајајући треће место — испред њега били су само Флор и Видмар, а иза њега велики мајстори попут Мароција, Шпилмана и Богољубова.
Затим Пирц одлази на турнеју по Југославији на којој је одиграо велики број симултанки. У Сплиту игра меч са Трифуновићем и побеђује 3½:2½ (+1 =5 -0). На божићном турниру у Хејстингсу осваја другу награду иза Флора, а испред Султана Кана и Штајнера. У Моравској Острави (Чехословачка, данас Чешка) у лето 1933. године доживљава неуспех, пошто је на турниру средње јачине један од последњих. На малом јубиларном турниру Мариборског шах-клуба први је у друштву са Штајнером, у Ујпешту 1934. године на великом међународном турниру је други, пола бода иза Лилиентала, али су га сматрали „моралним победником“, што је представљало велики успех: претекао је многе величине, од млађих Флора, Елисказеса и Шталберга, а од старијих Гринфелда, Видмара и Тартаковера. Тај успех донео му је 1935. године позив за Москву, на један од највећих турира икада организованих. Међутим, Пирц је тамо играо болестан и у тако јакој конкуренцији заузео једно од последњих места.
Као интернационални мајстору времену од 1931. до 1938. године постигао је низ запажених резултата од којих му је победа у Лођу донела титулу велемајстора, истина, званично тек 1953. године (титула интермајстора званично му је призната 1950. године).
Године 1949. играо је меч са бившим прваком света у шаху, Евеом (5:5, +2 =6 -2).
На првенствима Југославије и турнирима широм света најзначајнији резултати су му:
- Првенство Југославије у шаху
  - Београд 1935 (1-2), Нови Сад 1936 (1), Рогашка Слатина 1937 (1), Београд 1948 (1-2) и Загреб 1953 (1),
- Међународни турнири у шаху
  - Слиач 1932. (3), Марибор 1934. (1-2), Лођ 1937. (1), Хамбург 1938. (1), Теплице Шанов 1947. (1-2), Стаунтонов меморијал 1951. (2-3), Бевервајк 1954. (1) итд.
  - Године 1949. играо је меч са екс прваком света др Макс Евеом 5:5.

На шаховским олимпијадама био је стандардни репрезентативац почев од Прага (1931. године), па до Амстердама (1954. године), увек успешан по постигнутим резултатима. За екипу Југославије на разним такмичењима наступио је 56 пута, а у пероиду од 1947. до половине 1956. године постигао је резултат од 33 победе и 11 ремија без пораза.
|   | a | b | c | d | e | f | g | h |   |
| 8 | a8 black rook · b8 black knight · c8 black bishop · d8 black queen · e8 black king · f8 black bishop · h8 black rook · a7 black pawn · b7 black pawn · c7 black pawn · e7 black pawn · f7 black pawn · h7 black pawn · d6 black pawn · f6 black knight · g6 black pawn · d4 white pawn · e4 white pawn · c3 white knight · a2 white pawn · b2 white pawn · c2 white pawn · f2 white pawn · g2 white pawn · h2 white pawn · a1 white rook · c1 white bishop · d1 white queen · e1 white king · f1 white bishop · g1 white knight · h1 white rook | a8 black rook · b8 black knight · c8 black bishop · d8 black queen · e8 black king · f8 black bishop · h8 black rook · a7 black pawn · b7 black pawn · c7 black pawn · e7 black pawn · f7 black pawn · h7 black pawn · d6 black pawn · f6 black knight · g6 black pawn · d4 white pawn · e4 white pawn · c3 white knight · a2 white pawn · b2 white pawn · c2 white pawn · f2 white pawn · g2 white pawn · h2 white pawn · a1 white rook · c1 white bishop · d1 white queen · e1 white king · f1 white bishop · g1 white knight · h1 white rook | a8 black rook · b8 black knight · c8 black bishop · d8 black queen · e8 black king · f8 black bishop · h8 black rook · a7 black pawn · b7 black pawn · c7 black pawn · e7 black pawn · f7 black pawn · h7 black pawn · d6 black pawn · f6 black knight · g6 black pawn · d4 white pawn · e4 white pawn · c3 white knight · a2 white pawn · b2 white pawn · c2 white pawn · f2 white pawn · g2 white pawn · h2 white pawn · a1 white rook · c1 white bishop · d1 white queen · e1 white king · f1 white bishop · g1 white knight · h1 white rook | a8 black rook · b8 black knight · c8 black bishop · d8 black queen · e8 black king · f8 black bishop · h8 black rook · a7 black pawn · b7 black pawn · c7 black pawn · e7 black pawn · f7 black pawn · h7 black pawn · d6 black pawn · f6 black knight · g6 black pawn · d4 white pawn · e4 white pawn · c3 white knight · a2 white pawn · b2 white pawn · c2 white pawn · f2 white pawn · g2 white pawn · h2 white pawn · a1 white rook · c1 white bishop · d1 white queen · e1 white king · f1 white bishop · g1 white knight · h1 white rook | a8 black rook · b8 black knight · c8 black bishop · d8 black queen · e8 black king · f8 black bishop · h8 black rook · a7 black pawn · b7 black pawn · c7 black pawn · e7 black pawn · f7 black pawn · h7 black pawn · d6 black pawn · f6 black knight · g6 black pawn · d4 white pawn · e4 white pawn · c3 white knight · a2 white pawn · b2 white pawn · c2 white pawn · f2 white pawn · g2 white pawn · h2 white pawn · a1 white rook · c1 white bishop · d1 white queen · e1 white king · f1 white bishop · g1 white knight · h1 white rook | a8 black rook · b8 black knight · c8 black bishop · d8 black queen · e8 black king · f8 black bishop · h8 black rook · a7 black pawn · b7 black pawn · c7 black pawn · e7 black pawn · f7 black pawn · h7 black pawn · d6 black pawn · f6 black knight · g6 black pawn · d4 white pawn · e4 white pawn · c3 white knight · a2 white pawn · b2 white pawn · c2 white pawn · f2 white pawn · g2 white pawn · h2 white pawn · a1 white rook · c1 white bishop · d1 white queen · e1 white king · f1 white bishop · g1 white knight · h1 white rook | a8 black rook · b8 black knight · c8 black bishop · d8 black queen · e8 black king · f8 black bishop · h8 black rook · a7 black pawn · b7 black pawn · c7 black pawn · e7 black pawn · f7 black pawn · h7 black pawn · d6 black pawn · f6 black knight · g6 black pawn · d4 white pawn · e4 white pawn · c3 white knight · a2 white pawn · b2 white pawn · c2 white pawn · f2 white pawn · g2 white pawn · h2 white pawn · a1 white rook · c1 white bishop · d1 white queen · e1 white king · f1 white bishop · g1 white knight · h1 white rook | a8 black rook · b8 black knight · c8 black bishop · d8 black queen · e8 black king · f8 black bishop · h8 black rook · a7 black pawn · b7 black pawn · c7 black pawn · e7 black pawn · f7 black pawn · h7 black pawn · d6 black pawn · f6 black knight · g6 black pawn · d4 white pawn · e4 white pawn · c3 white knight · a2 white pawn · b2 white pawn · c2 white pawn · f2 white pawn · g2 white pawn · h2 white pawn · a1 white rook · c1 white bishop · d1 white queen · e1 white king · f1 white bishop · g1 white knight · h1 white rook | 8 |
| 7 | a8 black rook · b8 black knight · c8 black bishop · d8 black queen · e8 black king · f8 black bishop · h8 black rook · a7 black pawn · b7 black pawn · c7 black pawn · e7 black pawn · f7 black pawn · h7 black pawn · d6 black pawn · f6 black knight · g6 black pawn · d4 white pawn · e4 white pawn · c3 white knight · a2 white pawn · b2 white pawn · c2 white pawn · f2 white pawn · g2 white pawn · h2 white pawn · a1 white rook · c1 white bishop · d1 white queen · e1 white king · f1 white bishop · g1 white knight · h1 white rook | a8 black rook · b8 black knight · c8 black bishop · d8 black queen · e8 black king · f8 black bishop · h8 black rook · a7 black pawn · b7 black pawn · c7 black pawn · e7 black pawn · f7 black pawn · h7 black pawn · d6 black pawn · f6 black knight · g6 black pawn · d4 white pawn · e4 white pawn · c3 white knight · a2 white pawn · b2 white pawn · c2 white pawn · f2 white pawn · g2 white pawn · h2 white pawn · a1 white rook · c1 white bishop · d1 white queen · e1 white king · f1 white bishop · g1 white knight · h1 white rook | a8 black rook · b8 black knight · c8 black bishop · d8 black queen · e8 black king · f8 black bishop · h8 black rook · a7 black pawn · b7 black pawn · c7 black pawn · e7 black pawn · f7 black pawn · h7 black pawn · d6 black pawn · f6 black knight · g6 black pawn · d4 white pawn · e4 white pawn · c3 white knight · a2 white pawn · b2 white pawn · c2 white pawn · f2 white pawn · g2 white pawn · h2 white pawn · a1 white rook · c1 white bishop · d1 white queen · e1 white king · f1 white bishop · g1 white knight · h1 white rook | a8 black rook · b8 black knight · c8 black bishop · d8 black queen · e8 black king · f8 black bishop · h8 black rook · a7 black pawn · b7 black pawn · c7 black pawn · e7 black pawn · f7 black pawn · h7 black pawn · d6 black pawn · f6 black knight · g6 black pawn · d4 white pawn · e4 white pawn · c3 white knight · a2 white pawn · b2 white pawn · c2 white pawn · f2 white pawn · g2 white pawn · h2 white pawn · a1 white rook · c1 white bishop · d1 white queen · e1 white king · f1 white bishop · g1 white knight · h1 white rook | a8 black rook · b8 black knight · c8 black bishop · d8 black queen · e8 black king · f8 black bishop · h8 black rook · a7 black pawn · b7 black pawn · c7 black pawn · e7 black pawn · f7 black pawn · h7 black pawn · d6 black pawn · f6 black knight · g6 black pawn · d4 white pawn · e4 white pawn · c3 white knight · a2 white pawn · b2 white pawn · c2 white pawn · f2 white pawn · g2 white pawn · h2 white pawn · a1 white rook · c1 white bishop · d1 white queen · e1 white king · f1 white bishop · g1 white knight · h1 white rook | a8 black rook · b8 black knight · c8 black bishop · d8 black queen · e8 black king · f8 black bishop · h8 black rook · a7 black pawn · b7 black pawn · c7 black pawn · e7 black pawn · f7 black pawn · h7 black pawn · d6 black pawn · f6 black knight · g6 black pawn · d4 white pawn · e4 white pawn · c3 white knight · a2 white pawn · b2 white pawn · c2 white pawn · f2 white pawn · g2 white pawn · h2 white pawn · a1 white rook · c1 white bishop · d1 white queen · e1 white king · f1 white bishop · g1 white knight · h1 white rook | a8 black rook · b8 black knight · c8 black bishop · d8 black queen · e8 black king · f8 black bishop · h8 black rook · a7 black pawn · b7 black pawn · c7 black pawn · e7 black pawn · f7 black pawn · h7 black pawn · d6 black pawn · f6 black knight · g6 black pawn · d4 white pawn · e4 white pawn · c3 white knight · a2 white pawn · b2 white pawn · c2 white pawn · f2 white pawn · g2 white pawn · h2 white pawn · a1 white rook · c1 white bishop · d1 white queen · e1 white king · f1 white bishop · g1 white knight · h1 white rook | a8 black rook · b8 black knight · c8 black bishop · d8 black queen · e8 black king · f8 black bishop · h8 black rook · a7 black pawn · b7 black pawn · c7 black pawn · e7 black pawn · f7 black pawn · h7 black pawn · d6 black pawn · f6 black knight · g6 black pawn · d4 white pawn · e4 white pawn · c3 white knight · a2 white pawn · b2 white pawn · c2 white pawn · f2 white pawn · g2 white pawn · h2 white pawn · a1 white rook · c1 white bishop · d1 white queen · e1 white king · f1 white bishop · g1 white knight · h1 white rook | 7 |
| 6 | a8 black rook · b8 black knight · c8 black bishop · d8 black queen · e8 black king · f8 black bishop · h8 black rook · a7 black pawn · b7 black pawn · c7 black pawn · e7 black pawn · f7 black pawn · h7 black pawn · d6 black pawn · f6 black knight · g6 black pawn · d4 white pawn · e4 white pawn · c3 white knight · a2 white pawn · b2 white pawn · c2 white pawn · f2 white pawn · g2 white pawn · h2 white pawn · a1 white rook · c1 white bishop · d1 white queen · e1 white king · f1 white bishop · g1 white knight · h1 white rook | a8 black rook · b8 black knight · c8 black bishop · d8 black queen · e8 black king · f8 black bishop · h8 black rook · a7 black pawn · b7 black pawn · c7 black pawn · e7 black pawn · f7 black pawn · h7 black pawn · d6 black pawn · f6 black knight · g6 black pawn · d4 white pawn · e4 white pawn · c3 white knight · a2 white pawn · b2 white pawn · c2 white pawn · f2 white pawn · g2 white pawn · h2 white pawn · a1 white rook · c1 white bishop · d1 white queen · e1 white king · f1 white bishop · g1 white knight · h1 white rook | a8 black rook · b8 black knight · c8 black bishop · d8 black queen · e8 black king · f8 black bishop · h8 black rook · a7 black pawn · b7 black pawn · c7 black pawn · e7 black pawn · f7 black pawn · h7 black pawn · d6 black pawn · f6 black knight · g6 black pawn · d4 white pawn · e4 white pawn · c3 white knight · a2 white pawn · b2 white pawn · c2 white pawn · f2 white pawn · g2 white pawn · h2 white pawn · a1 white rook · c1 white bishop · d1 white queen · e1 white king · f1 white bishop · g1 white knight · h1 white rook | a8 black rook · b8 black knight · c8 black bishop · d8 black queen · e8 black king · f8 black bishop · h8 black rook · a7 black pawn · b7 black pawn · c7 black pawn · e7 black pawn · f7 black pawn · h7 black pawn · d6 black pawn · f6 black knight · g6 black pawn · d4 white pawn · e4 white pawn · c3 white knight · a2 white pawn · b2 white pawn · c2 white pawn · f2 white pawn · g2 white pawn · h2 white pawn · a1 white rook · c1 white bishop · d1 white queen · e1 white king · f1 white bishop · g1 white knight · h1 white rook | a8 black rook · b8 black knight · c8 black bishop · d8 black queen · e8 black king · f8 black bishop · h8 black rook · a7 black pawn · b7 black pawn · c7 black pawn · e7 black pawn · f7 black pawn · h7 black pawn · d6 black pawn · f6 black knight · g6 black pawn · d4 white pawn · e4 white pawn · c3 white knight · a2 white pawn · b2 white pawn · c2 white pawn · f2 white pawn · g2 white pawn · h2 white pawn · a1 white rook · c1 white bishop · d1 white queen · e1 white king · f1 white bishop · g1 white knight · h1 white rook | a8 black rook · b8 black knight · c8 black bishop · d8 black queen · e8 black king · f8 black bishop · h8 black rook · a7 black pawn · b7 black pawn · c7 black pawn · e7 black pawn · f7 black pawn · h7 black pawn · d6 black pawn · f6 black knight · g6 black pawn · d4 white pawn · e4 white pawn · c3 white knight · a2 white pawn · b2 white pawn · c2 white pawn · f2 white pawn · g2 white pawn · h2 white pawn · a1 white rook · c1 white bishop · d1 white queen · e1 white king · f1 white bishop · g1 white knight · h1 white rook | a8 black rook · b8 black knight · c8 black bishop · d8 black queen · e8 black king · f8 black bishop · h8 black rook · a7 black pawn · b7 black pawn · c7 black pawn · e7 black pawn · f7 black pawn · h7 black pawn · d6 black pawn · f6 black knight · g6 black pawn · d4 white pawn · e4 white pawn · c3 white knight · a2 white pawn · b2 white pawn · c2 white pawn · f2 white pawn · g2 white pawn · h2 white pawn · a1 white rook · c1 white bishop · d1 white queen · e1 white king · f1 white bishop · g1 white knight · h1 white rook | a8 black rook · b8 black knight · c8 black bishop · d8 black queen · e8 black king · f8 black bishop · h8 black rook · a7 black pawn · b7 black pawn · c7 black pawn · e7 black pawn · f7 black pawn · h7 black pawn · d6 black pawn · f6 black knight · g6 black pawn · d4 white pawn · e4 white pawn · c3 white knight · a2 white pawn · b2 white pawn · c2 white pawn · f2 white pawn · g2 white pawn · h2 white pawn · a1 white rook · c1 white bishop · d1 white queen · e1 white king · f1 white bishop · g1 white knight · h1 white rook | 6 |
| 5 | a8 black rook · b8 black knight · c8 black bishop · d8 black queen · e8 black king · f8 black bishop · h8 black rook · a7 black pawn · b7 black pawn · c7 black pawn · e7 black pawn · f7 black pawn · h7 black pawn · d6 black pawn · f6 black knight · g6 black pawn · d4 white pawn · e4 white pawn · c3 white knight · a2 white pawn · b2 white pawn · c2 white pawn · f2 white pawn · g2 white pawn · h2 white pawn · a1 white rook · c1 white bishop · d1 white queen · e1 white king · f1 white bishop · g1 white knight · h1 white rook | a8 black rook · b8 black knight · c8 black bishop · d8 black queen · e8 black king · f8 black bishop · h8 black rook · a7 black pawn · b7 black pawn · c7 black pawn · e7 black pawn · f7 black pawn · h7 black pawn · d6 black pawn · f6 black knight · g6 black pawn · d4 white pawn · e4 white pawn · c3 white knight · a2 white pawn · b2 white pawn · c2 white pawn · f2 white pawn · g2 white pawn · h2 white pawn · a1 white rook · c1 white bishop · d1 white queen · e1 white king · f1 white bishop · g1 white knight · h1 white rook | a8 black rook · b8 black knight · c8 black bishop · d8 black queen · e8 black king · f8 black bishop · h8 black rook · a7 black pawn · b7 black pawn · c7 black pawn · e7 black pawn · f7 black pawn · h7 black pawn · d6 black pawn · f6 black knight · g6 black pawn · d4 white pawn · e4 white pawn · c3 white knight · a2 white pawn · b2 white pawn · c2 white pawn · f2 white pawn · g2 white pawn · h2 white pawn · a1 white rook · c1 white bishop · d1 white queen · e1 white king · f1 white bishop · g1 white knight · h1 white rook | a8 black rook · b8 black knight · c8 black bishop · d8 black queen · e8 black king · f8 black bishop · h8 black rook · a7 black pawn · b7 black pawn · c7 black pawn · e7 black pawn · f7 black pawn · h7 black pawn · d6 black pawn · f6 black knight · g6 black pawn · d4 white pawn · e4 white pawn · c3 white knight · a2 white pawn · b2 white pawn · c2 white pawn · f2 white pawn · g2 white pawn · h2 white pawn · a1 white rook · c1 white bishop · d1 white queen · e1 white king · f1 white bishop · g1 white knight · h1 white rook | a8 black rook · b8 black knight · c8 black bishop · d8 black queen · e8 black king · f8 black bishop · h8 black rook · a7 black pawn · b7 black pawn · c7 black pawn · e7 black pawn · f7 black pawn · h7 black pawn · d6 black pawn · f6 black knight · g6 black pawn · d4 white pawn · e4 white pawn · c3 white knight · a2 white pawn · b2 white pawn · c2 white pawn · f2 white pawn · g2 white pawn · h2 white pawn · a1 white rook · c1 white bishop · d1 white queen · e1 white king · f1 white bishop · g1 white knight · h1 white rook | a8 black rook · b8 black knight · c8 black bishop · d8 black queen · e8 black king · f8 black bishop · h8 black rook · a7 black pawn · b7 black pawn · c7 black pawn · e7 black pawn · f7 black pawn · h7 black pawn · d6 black pawn · f6 black knight · g6 black pawn · d4 white pawn · e4 white pawn · c3 white knight · a2 white pawn · b2 white pawn · c2 white pawn · f2 white pawn · g2 white pawn · h2 white pawn · a1 white rook · c1 white bishop · d1 white queen · e1 white king · f1 white bishop · g1 white knight · h1 white rook | a8 black rook · b8 black knight · c8 black bishop · d8 black queen · e8 black king · f8 black bishop · h8 black rook · a7 black pawn · b7 black pawn · c7 black pawn · e7 black pawn · f7 black pawn · h7 black pawn · d6 black pawn · f6 black knight · g6 black pawn · d4 white pawn · e4 white pawn · c3 white knight · a2 white pawn · b2 white pawn · c2 white pawn · f2 white pawn · g2 white pawn · h2 white pawn · a1 white rook · c1 white bishop · d1 white queen · e1 white king · f1 white bishop · g1 white knight · h1 white rook | a8 black rook · b8 black knight · c8 black bishop · d8 black queen · e8 black king · f8 black bishop · h8 black rook · a7 black pawn · b7 black pawn · c7 black pawn · e7 black pawn · f7 black pawn · h7 black pawn · d6 black pawn · f6 black knight · g6 black pawn · d4 white pawn · e4 white pawn · c3 white knight · a2 white pawn · b2 white pawn · c2 white pawn · f2 white pawn · g2 white pawn · h2 white pawn · a1 white rook · c1 white bishop · d1 white queen · e1 white king · f1 white bishop · g1 white knight · h1 white rook | 5 |
| 4 | a8 black rook · b8 black knight · c8 black bishop · d8 black queen · e8 black king · f8 black bishop · h8 black rook · a7 black pawn · b7 black pawn · c7 black pawn · e7 black pawn · f7 black pawn · h7 black pawn · d6 black pawn · f6 black knight · g6 black pawn · d4 white pawn · e4 white pawn · c3 white knight · a2 white pawn · b2 white pawn · c2 white pawn · f2 white pawn · g2 white pawn · h2 white pawn · a1 white rook · c1 white bishop · d1 white queen · e1 white king · f1 white bishop · g1 white knight · h1 white rook | a8 black rook · b8 black knight · c8 black bishop · d8 black queen · e8 black king · f8 black bishop · h8 black rook · a7 black pawn · b7 black pawn · c7 black pawn · e7 black pawn · f7 black pawn · h7 black pawn · d6 black pawn · f6 black knight · g6 black pawn · d4 white pawn · e4 white pawn · c3 white knight · a2 white pawn · b2 white pawn · c2 white pawn · f2 white pawn · g2 white pawn · h2 white pawn · a1 white rook · c1 white bishop · d1 white queen · e1 white king · f1 white bishop · g1 white knight · h1 white rook | a8 black rook · b8 black knight · c8 black bishop · d8 black queen · e8 black king · f8 black bishop · h8 black rook · a7 black pawn · b7 black pawn · c7 black pawn · e7 black pawn · f7 black pawn · h7 black pawn · d6 black pawn · f6 black knight · g6 black pawn · d4 white pawn · e4 white pawn · c3 white knight · a2 white pawn · b2 white pawn · c2 white pawn · f2 white pawn · g2 white pawn · h2 white pawn · a1 white rook · c1 white bishop · d1 white queen · e1 white king · f1 white bishop · g1 white knight · h1 white rook | a8 black rook · b8 black knight · c8 black bishop · d8 black queen · e8 black king · f8 black bishop · h8 black rook · a7 black pawn · b7 black pawn · c7 black pawn · e7 black pawn · f7 black pawn · h7 black pawn · d6 black pawn · f6 black knight · g6 black pawn · d4 white pawn · e4 white pawn · c3 white knight · a2 white pawn · b2 white pawn · c2 white pawn · f2 white pawn · g2 white pawn · h2 white pawn · a1 white rook · c1 white bishop · d1 white queen · e1 white king · f1 white bishop · g1 white knight · h1 white rook | a8 black rook · b8 black knight · c8 black bishop · d8 black queen · e8 black king · f8 black bishop · h8 black rook · a7 black pawn · b7 black pawn · c7 black pawn · e7 black pawn · f7 black pawn · h7 black pawn · d6 black pawn · f6 black knight · g6 black pawn · d4 white pawn · e4 white pawn · c3 white knight · a2 white pawn · b2 white pawn · c2 white pawn · f2 white pawn · g2 white pawn · h2 white pawn · a1 white rook · c1 white bishop · d1 white queen · e1 white king · f1 white bishop · g1 white knight · h1 white rook | a8 black rook · b8 black knight · c8 black bishop · d8 black queen · e8 black king · f8 black bishop · h8 black rook · a7 black pawn · b7 black pawn · c7 black pawn · e7 black pawn · f7 black pawn · h7 black pawn · d6 black pawn · f6 black knight · g6 black pawn · d4 white pawn · e4 white pawn · c3 white knight · a2 white pawn · b2 white pawn · c2 white pawn · f2 white pawn · g2 white pawn · h2 white pawn · a1 white rook · c1 white bishop · d1 white queen · e1 white king · f1 white bishop · g1 white knight · h1 white rook | a8 black rook · b8 black knight · c8 black bishop · d8 black queen · e8 black king · f8 black bishop · h8 black rook · a7 black pawn · b7 black pawn · c7 black pawn · e7 black pawn · f7 black pawn · h7 black pawn · d6 black pawn · f6 black knight · g6 black pawn · d4 white pawn · e4 white pawn · c3 white knight · a2 white pawn · b2 white pawn · c2 white pawn · f2 white pawn · g2 white pawn · h2 white pawn · a1 white rook · c1 white bishop · d1 white queen · e1 white king · f1 white bishop · g1 white knight · h1 white rook | a8 black rook · b8 black knight · c8 black bishop · d8 black queen · e8 black king · f8 black bishop · h8 black rook · a7 black pawn · b7 black pawn · c7 black pawn · e7 black pawn · f7 black pawn · h7 black pawn · d6 black pawn · f6 black knight · g6 black pawn · d4 white pawn · e4 white pawn · c3 white knight · a2 white pawn · b2 white pawn · c2 white pawn · f2 white pawn · g2 white pawn · h2 white pawn · a1 white rook · c1 white bishop · d1 white queen · e1 white king · f1 white bishop · g1 white knight · h1 white rook | 4 |
| 3 | a8 black rook · b8 black knight · c8 black bishop · d8 black queen · e8 black king · f8 black bishop · h8 black rook · a7 black pawn · b7 black pawn · c7 black pawn · e7 black pawn · f7 black pawn · h7 black pawn · d6 black pawn · f6 black knight · g6 black pawn · d4 white pawn · e4 white pawn · c3 white knight · a2 white pawn · b2 white pawn · c2 white pawn · f2 white pawn · g2 white pawn · h2 white pawn · a1 white rook · c1 white bishop · d1 white queen · e1 white king · f1 white bishop · g1 white knight · h1 white rook | a8 black rook · b8 black knight · c8 black bishop · d8 black queen · e8 black king · f8 black bishop · h8 black rook · a7 black pawn · b7 black pawn · c7 black pawn · e7 black pawn · f7 black pawn · h7 black pawn · d6 black pawn · f6 black knight · g6 black pawn · d4 white pawn · e4 white pawn · c3 white knight · a2 white pawn · b2 white pawn · c2 white pawn · f2 white pawn · g2 white pawn · h2 white pawn · a1 white rook · c1 white bishop · d1 white queen · e1 white king · f1 white bishop · g1 white knight · h1 white rook | a8 black rook · b8 black knight · c8 black bishop · d8 black queen · e8 black king · f8 black bishop · h8 black rook · a7 black pawn · b7 black pawn · c7 black pawn · e7 black pawn · f7 black pawn · h7 black pawn · d6 black pawn · f6 black knight · g6 black pawn · d4 white pawn · e4 white pawn · c3 white knight · a2 white pawn · b2 white pawn · c2 white pawn · f2 white pawn · g2 white pawn · h2 white pawn · a1 white rook · c1 white bishop · d1 white queen · e1 white king · f1 white bishop · g1 white knight · h1 white rook | a8 black rook · b8 black knight · c8 black bishop · d8 black queen · e8 black king · f8 black bishop · h8 black rook · a7 black pawn · b7 black pawn · c7 black pawn · e7 black pawn · f7 black pawn · h7 black pawn · d6 black pawn · f6 black knight · g6 black pawn · d4 white pawn · e4 white pawn · c3 white knight · a2 white pawn · b2 white pawn · c2 white pawn · f2 white pawn · g2 white pawn · h2 white pawn · a1 white rook · c1 white bishop · d1 white queen · e1 white king · f1 white bishop · g1 white knight · h1 white rook | a8 black rook · b8 black knight · c8 black bishop · d8 black queen · e8 black king · f8 black bishop · h8 black rook · a7 black pawn · b7 black pawn · c7 black pawn · e7 black pawn · f7 black pawn · h7 black pawn · d6 black pawn · f6 black knight · g6 black pawn · d4 white pawn · e4 white pawn · c3 white knight · a2 white pawn · b2 white pawn · c2 white pawn · f2 white pawn · g2 white pawn · h2 white pawn · a1 white rook · c1 white bishop · d1 white queen · e1 white king · f1 white bishop · g1 white knight · h1 white rook | a8 black rook · b8 black knight · c8 black bishop · d8 black queen · e8 black king · f8 black bishop · h8 black rook · a7 black pawn · b7 black pawn · c7 black pawn · e7 black pawn · f7 black pawn · h7 black pawn · d6 black pawn · f6 black knight · g6 black pawn · d4 white pawn · e4 white pawn · c3 white knight · a2 white pawn · b2 white pawn · c2 white pawn · f2 white pawn · g2 white pawn · h2 white pawn · a1 white rook · c1 white bishop · d1 white queen · e1 white king · f1 white bishop · g1 white knight · h1 white rook | a8 black rook · b8 black knight · c8 black bishop · d8 black queen · e8 black king · f8 black bishop · h8 black rook · a7 black pawn · b7 black pawn · c7 black pawn · e7 black pawn · f7 black pawn · h7 black pawn · d6 black pawn · f6 black knight · g6 black pawn · d4 white pawn · e4 white pawn · c3 white knight · a2 white pawn · b2 white pawn · c2 white pawn · f2 white pawn · g2 white pawn · h2 white pawn · a1 white rook · c1 white bishop · d1 white queen · e1 white king · f1 white bishop · g1 white knight · h1 white rook | a8 black rook · b8 black knight · c8 black bishop · d8 black queen · e8 black king · f8 black bishop · h8 black rook · a7 black pawn · b7 black pawn · c7 black pawn · e7 black pawn · f7 black pawn · h7 black pawn · d6 black pawn · f6 black knight · g6 black pawn · d4 white pawn · e4 white pawn · c3 white knight · a2 white pawn · b2 white pawn · c2 white pawn · f2 white pawn · g2 white pawn · h2 white pawn · a1 white rook · c1 white bishop · d1 white queen · e1 white king · f1 white bishop · g1 white knight · h1 white rook | 3 |
| 2 | a8 black rook · b8 black knight · c8 black bishop · d8 black queen · e8 black king · f8 black bishop · h8 black rook · a7 black pawn · b7 black pawn · c7 black pawn · e7 black pawn · f7 black pawn · h7 black pawn · d6 black pawn · f6 black knight · g6 black pawn · d4 white pawn · e4 white pawn · c3 white knight · a2 white pawn · b2 white pawn · c2 white pawn · f2 white pawn · g2 white pawn · h2 white pawn · a1 white rook · c1 white bishop · d1 white queen · e1 white king · f1 white bishop · g1 white knight · h1 white rook | a8 black rook · b8 black knight · c8 black bishop · d8 black queen · e8 black king · f8 black bishop · h8 black rook · a7 black pawn · b7 black pawn · c7 black pawn · e7 black pawn · f7 black pawn · h7 black pawn · d6 black pawn · f6 black knight · g6 black pawn · d4 white pawn · e4 white pawn · c3 white knight · a2 white pawn · b2 white pawn · c2 white pawn · f2 white pawn · g2 white pawn · h2 white pawn · a1 white rook · c1 white bishop · d1 white queen · e1 white king · f1 white bishop · g1 white knight · h1 white rook | a8 black rook · b8 black knight · c8 black bishop · d8 black queen · e8 black king · f8 black bishop · h8 black rook · a7 black pawn · b7 black pawn · c7 black pawn · e7 black pawn · f7 black pawn · h7 black pawn · d6 black pawn · f6 black knight · g6 black pawn · d4 white pawn · e4 white pawn · c3 white knight · a2 white pawn · b2 white pawn · c2 white pawn · f2 white pawn · g2 white pawn · h2 white pawn · a1 white rook · c1 white bishop · d1 white queen · e1 white king · f1 white bishop · g1 white knight · h1 white rook | a8 black rook · b8 black knight · c8 black bishop · d8 black queen · e8 black king · f8 black bishop · h8 black rook · a7 black pawn · b7 black pawn · c7 black pawn · e7 black pawn · f7 black pawn · h7 black pawn · d6 black pawn · f6 black knight · g6 black pawn · d4 white pawn · e4 white pawn · c3 white knight · a2 white pawn · b2 white pawn · c2 white pawn · f2 white pawn · g2 white pawn · h2 white pawn · a1 white rook · c1 white bishop · d1 white queen · e1 white king · f1 white bishop · g1 white knight · h1 white rook | a8 black rook · b8 black knight · c8 black bishop · d8 black queen · e8 black king · f8 black bishop · h8 black rook · a7 black pawn · b7 black pawn · c7 black pawn · e7 black pawn · f7 black pawn · h7 black pawn · d6 black pawn · f6 black knight · g6 black pawn · d4 white pawn · e4 white pawn · c3 white knight · a2 white pawn · b2 white pawn · c2 white pawn · f2 white pawn · g2 white pawn · h2 white pawn · a1 white rook · c1 white bishop · d1 white queen · e1 white king · f1 white bishop · g1 white knight · h1 white rook | a8 black rook · b8 black knight · c8 black bishop · d8 black queen · e8 black king · f8 black bishop · h8 black rook · a7 black pawn · b7 black pawn · c7 black pawn · e7 black pawn · f7 black pawn · h7 black pawn · d6 black pawn · f6 black knight · g6 black pawn · d4 white pawn · e4 white pawn · c3 white knight · a2 white pawn · b2 white pawn · c2 white pawn · f2 white pawn · g2 white pawn · h2 white pawn · a1 white rook · c1 white bishop · d1 white queen · e1 white king · f1 white bishop · g1 white knight · h1 white rook | a8 black rook · b8 black knight · c8 black bishop · d8 black queen · e8 black king · f8 black bishop · h8 black rook · a7 black pawn · b7 black pawn · c7 black pawn · e7 black pawn · f7 black pawn · h7 black pawn · d6 black pawn · f6 black knight · g6 black pawn · d4 white pawn · e4 white pawn · c3 white knight · a2 white pawn · b2 white pawn · c2 white pawn · f2 white pawn · g2 white pawn · h2 white pawn · a1 white rook · c1 white bishop · d1 white queen · e1 white king · f1 white bishop · g1 white knight · h1 white rook | a8 black rook · b8 black knight · c8 black bishop · d8 black queen · e8 black king · f8 black bishop · h8 black rook · a7 black pawn · b7 black pawn · c7 black pawn · e7 black pawn · f7 black pawn · h7 black pawn · d6 black pawn · f6 black knight · g6 black pawn · d4 white pawn · e4 white pawn · c3 white knight · a2 white pawn · b2 white pawn · c2 white pawn · f2 white pawn · g2 white pawn · h2 white pawn · a1 white rook · c1 white bishop · d1 white queen · e1 white king · f1 white bishop · g1 white knight · h1 white rook | 2 |
| 1 | a8 black rook · b8 black knight · c8 black bishop · d8 black queen · e8 black king · f8 black bishop · h8 black rook · a7 black pawn · b7 black pawn · c7 black pawn · e7 black pawn · f7 black pawn · h7 black pawn · d6 black pawn · f6 black knight · g6 black pawn · d4 white pawn · e4 white pawn · c3 white knight · a2 white pawn · b2 white pawn · c2 white pawn · f2 white pawn · g2 white pawn · h2 white pawn · a1 white rook · c1 white bishop · d1 white queen · e1 white king · f1 white bishop · g1 white knight · h1 white rook | a8 black rook · b8 black knight · c8 black bishop · d8 black queen · e8 black king · f8 black bishop · h8 black rook · a7 black pawn · b7 black pawn · c7 black pawn · e7 black pawn · f7 black pawn · h7 black pawn · d6 black pawn · f6 black knight · g6 black pawn · d4 white pawn · e4 white pawn · c3 white knight · a2 white pawn · b2 white pawn · c2 white pawn · f2 white pawn · g2 white pawn · h2 white pawn · a1 white rook · c1 white bishop · d1 white queen · e1 white king · f1 white bishop · g1 white knight · h1 white rook | a8 black rook · b8 black knight · c8 black bishop · d8 black queen · e8 black king · f8 black bishop · h8 black rook · a7 black pawn · b7 black pawn · c7 black pawn · e7 black pawn · f7 black pawn · h7 black pawn · d6 black pawn · f6 black knight · g6 black pawn · d4 white pawn · e4 white pawn · c3 white knight · a2 white pawn · b2 white pawn · c2 white pawn · f2 white pawn · g2 white pawn · h2 white pawn · a1 white rook · c1 white bishop · d1 white queen · e1 white king · f1 white bishop · g1 white knight · h1 white rook | a8 black rook · b8 black knight · c8 black bishop · d8 black queen · e8 black king · f8 black bishop · h8 black rook · a7 black pawn · b7 black pawn · c7 black pawn · e7 black pawn · f7 black pawn · h7 black pawn · d6 black pawn · f6 black knight · g6 black pawn · d4 white pawn · e4 white pawn · c3 white knight · a2 white pawn · b2 white pawn · c2 white pawn · f2 white pawn · g2 white pawn · h2 white pawn · a1 white rook · c1 white bishop · d1 white queen · e1 white king · f1 white bishop · g1 white knight · h1 white rook | a8 black rook · b8 black knight · c8 black bishop · d8 black queen · e8 black king · f8 black bishop · h8 black rook · a7 black pawn · b7 black pawn · c7 black pawn · e7 black pawn · f7 black pawn · h7 black pawn · d6 black pawn · f6 black knight · g6 black pawn · d4 white pawn · e4 white pawn · c3 white knight · a2 white pawn · b2 white pawn · c2 white pawn · f2 white pawn · g2 white pawn · h2 white pawn · a1 white rook · c1 white bishop · d1 white queen · e1 white king · f1 white bishop · g1 white knight · h1 white rook | a8 black rook · b8 black knight · c8 black bishop · d8 black queen · e8 black king · f8 black bishop · h8 black rook · a7 black pawn · b7 black pawn · c7 black pawn · e7 black pawn · f7 black pawn · h7 black pawn · d6 black pawn · f6 black knight · g6 black pawn · d4 white pawn · e4 white pawn · c3 white knight · a2 white pawn · b2 white pawn · c2 white pawn · f2 white pawn · g2 white pawn · h2 white pawn · a1 white rook · c1 white bishop · d1 white queen · e1 white king · f1 white bishop · g1 white knight · h1 white rook | a8 black rook · b8 black knight · c8 black bishop · d8 black queen · e8 black king · f8 black bishop · h8 black rook · a7 black pawn · b7 black pawn · c7 black pawn · e7 black pawn · f7 black pawn · h7 black pawn · d6 black pawn · f6 black knight · g6 black pawn · d4 white pawn · e4 white pawn · c3 white knight · a2 white pawn · b2 white pawn · c2 white pawn · f2 white pawn · g2 white pawn · h2 white pawn · a1 white rook · c1 white bishop · d1 white queen · e1 white king · f1 white bishop · g1 white knight · h1 white rook | a8 black rook · b8 black knight · c8 black bishop · d8 black queen · e8 black king · f8 black bishop · h8 black rook · a7 black pawn · b7 black pawn · c7 black pawn · e7 black pawn · f7 black pawn · h7 black pawn · d6 black pawn · f6 black knight · g6 black pawn · d4 white pawn · e4 white pawn · c3 white knight · a2 white pawn · b2 white pawn · c2 white pawn · f2 white pawn · g2 white pawn · h2 white pawn · a1 white rook · c1 white bishop · d1 white queen · e1 white king · f1 white bishop · g1 white knight · h1 white rook | 1 |
|   | a | b | c | d | e | f | g | h |   |

## Пирчева одбрана
У шаховској теорији његово име је трајно обележило једно отварање, Пирчева одбрана (1. е4 д6 2. д4 Сф6 3. Сц3 г6) и низ теоретских остварења. Пирчева одбрана данас важи за једно од најпопуларнијих шаховских отварања.

## Партије
|   | a | b | c | d | e | f | g | h |   |
| 8 | c8 black rook · f8 black king · a7 black pawn · e7 black knight · f7 white pawn · g7 black pawn · h7 white queen · b6 black pawn · h6 black pawn · b4 white pawn · c4 white pawn · d4 black rook · a3 white pawn · d2 white knight · e2 black queen · g2 white pawn · h2 white pawn · c1 white rook · d1 white rook · h1 white king | c8 black rook · f8 black king · a7 black pawn · e7 black knight · f7 white pawn · g7 black pawn · h7 white queen · b6 black pawn · h6 black pawn · b4 white pawn · c4 white pawn · d4 black rook · a3 white pawn · d2 white knight · e2 black queen · g2 white pawn · h2 white pawn · c1 white rook · d1 white rook · h1 white king | c8 black rook · f8 black king · a7 black pawn · e7 black knight · f7 white pawn · g7 black pawn · h7 white queen · b6 black pawn · h6 black pawn · b4 white pawn · c4 white pawn · d4 black rook · a3 white pawn · d2 white knight · e2 black queen · g2 white pawn · h2 white pawn · c1 white rook · d1 white rook · h1 white king | c8 black rook · f8 black king · a7 black pawn · e7 black knight · f7 white pawn · g7 black pawn · h7 white queen · b6 black pawn · h6 black pawn · b4 white pawn · c4 white pawn · d4 black rook · a3 white pawn · d2 white knight · e2 black queen · g2 white pawn · h2 white pawn · c1 white rook · d1 white rook · h1 white king | c8 black rook · f8 black king · a7 black pawn · e7 black knight · f7 white pawn · g7 black pawn · h7 white queen · b6 black pawn · h6 black pawn · b4 white pawn · c4 white pawn · d4 black rook · a3 white pawn · d2 white knight · e2 black queen · g2 white pawn · h2 white pawn · c1 white rook · d1 white rook · h1 white king | c8 black rook · f8 black king · a7 black pawn · e7 black knight · f7 white pawn · g7 black pawn · h7 white queen · b6 black pawn · h6 black pawn · b4 white pawn · c4 white pawn · d4 black rook · a3 white pawn · d2 white knight · e2 black queen · g2 white pawn · h2 white pawn · c1 white rook · d1 white rook · h1 white king | c8 black rook · f8 black king · a7 black pawn · e7 black knight · f7 white pawn · g7 black pawn · h7 white queen · b6 black pawn · h6 black pawn · b4 white pawn · c4 white pawn · d4 black rook · a3 white pawn · d2 white knight · e2 black queen · g2 white pawn · h2 white pawn · c1 white rook · d1 white rook · h1 white king | c8 black rook · f8 black king · a7 black pawn · e7 black knight · f7 white pawn · g7 black pawn · h7 white queen · b6 black pawn · h6 black pawn · b4 white pawn · c4 white pawn · d4 black rook · a3 white pawn · d2 white knight · e2 black queen · g2 white pawn · h2 white pawn · c1 white rook · d1 white rook · h1 white king | 8 |
| 7 | c8 black rook · f8 black king · a7 black pawn · e7 black knight · f7 white pawn · g7 black pawn · h7 white queen · b6 black pawn · h6 black pawn · b4 white pawn · c4 white pawn · d4 black rook · a3 white pawn · d2 white knight · e2 black queen · g2 white pawn · h2 white pawn · c1 white rook · d1 white rook · h1 white king | c8 black rook · f8 black king · a7 black pawn · e7 black knight · f7 white pawn · g7 black pawn · h7 white queen · b6 black pawn · h6 black pawn · b4 white pawn · c4 white pawn · d4 black rook · a3 white pawn · d2 white knight · e2 black queen · g2 white pawn · h2 white pawn · c1 white rook · d1 white rook · h1 white king | c8 black rook · f8 black king · a7 black pawn · e7 black knight · f7 white pawn · g7 black pawn · h7 white queen · b6 black pawn · h6 black pawn · b4 white pawn · c4 white pawn · d4 black rook · a3 white pawn · d2 white knight · e2 black queen · g2 white pawn · h2 white pawn · c1 white rook · d1 white rook · h1 white king | c8 black rook · f8 black king · a7 black pawn · e7 black knight · f7 white pawn · g7 black pawn · h7 white queen · b6 black pawn · h6 black pawn · b4 white pawn · c4 white pawn · d4 black rook · a3 white pawn · d2 white knight · e2 black queen · g2 white pawn · h2 white pawn · c1 white rook · d1 white rook · h1 white king | c8 black rook · f8 black king · a7 black pawn · e7 black knight · f7 white pawn · g7 black pawn · h7 white queen · b6 black pawn · h6 black pawn · b4 white pawn · c4 white pawn · d4 black rook · a3 white pawn · d2 white knight · e2 black queen · g2 white pawn · h2 white pawn · c1 white rook · d1 white rook · h1 white king | c8 black rook · f8 black king · a7 black pawn · e7 black knight · f7 white pawn · g7 black pawn · h7 white queen · b6 black pawn · h6 black pawn · b4 white pawn · c4 white pawn · d4 black rook · a3 white pawn · d2 white knight · e2 black queen · g2 white pawn · h2 white pawn · c1 white rook · d1 white rook · h1 white king | c8 black rook · f8 black king · a7 black pawn · e7 black knight · f7 white pawn · g7 black pawn · h7 white queen · b6 black pawn · h6 black pawn · b4 white pawn · c4 white pawn · d4 black rook · a3 white pawn · d2 white knight · e2 black queen · g2 white pawn · h2 white pawn · c1 white rook · d1 white rook · h1 white king | c8 black rook · f8 black king · a7 black pawn · e7 black knight · f7 white pawn · g7 black pawn · h7 white queen · b6 black pawn · h6 black pawn · b4 white pawn · c4 white pawn · d4 black rook · a3 white pawn · d2 white knight · e2 black queen · g2 white pawn · h2 white pawn · c1 white rook · d1 white rook · h1 white king | 7 |
| 6 | c8 black rook · f8 black king · a7 black pawn · e7 black knight · f7 white pawn · g7 black pawn · h7 white queen · b6 black pawn · h6 black pawn · b4 white pawn · c4 white pawn · d4 black rook · a3 white pawn · d2 white knight · e2 black queen · g2 white pawn · h2 white pawn · c1 white rook · d1 white rook · h1 white king | c8 black rook · f8 black king · a7 black pawn · e7 black knight · f7 white pawn · g7 black pawn · h7 white queen · b6 black pawn · h6 black pawn · b4 white pawn · c4 white pawn · d4 black rook · a3 white pawn · d2 white knight · e2 black queen · g2 white pawn · h2 white pawn · c1 white rook · d1 white rook · h1 white king | c8 black rook · f8 black king · a7 black pawn · e7 black knight · f7 white pawn · g7 black pawn · h7 white queen · b6 black pawn · h6 black pawn · b4 white pawn · c4 white pawn · d4 black rook · a3 white pawn · d2 white knight · e2 black queen · g2 white pawn · h2 white pawn · c1 white rook · d1 white rook · h1 white king | c8 black rook · f8 black king · a7 black pawn · e7 black knight · f7 white pawn · g7 black pawn · h7 white queen · b6 black pawn · h6 black pawn · b4 white pawn · c4 white pawn · d4 black rook · a3 white pawn · d2 white knight · e2 black queen · g2 white pawn · h2 white pawn · c1 white rook · d1 white rook · h1 white king | c8 black rook · f8 black king · a7 black pawn · e7 black knight · f7 white pawn · g7 black pawn · h7 white queen · b6 black pawn · h6 black pawn · b4 white pawn · c4 white pawn · d4 black rook · a3 white pawn · d2 white knight · e2 black queen · g2 white pawn · h2 white pawn · c1 white rook · d1 white rook · h1 white king | c8 black rook · f8 black king · a7 black pawn · e7 black knight · f7 white pawn · g7 black pawn · h7 white queen · b6 black pawn · h6 black pawn · b4 white pawn · c4 white pawn · d4 black rook · a3 white pawn · d2 white knight · e2 black queen · g2 white pawn · h2 white pawn · c1 white rook · d1 white rook · h1 white king | c8 black rook · f8 black king · a7 black pawn · e7 black knight · f7 white pawn · g7 black pawn · h7 white queen · b6 black pawn · h6 black pawn · b4 white pawn · c4 white pawn · d4 black rook · a3 white pawn · d2 white knight · e2 black queen · g2 white pawn · h2 white pawn · c1 white rook · d1 white rook · h1 white king | c8 black rook · f8 black king · a7 black pawn · e7 black knight · f7 white pawn · g7 black pawn · h7 white queen · b6 black pawn · h6 black pawn · b4 white pawn · c4 white pawn · d4 black rook · a3 white pawn · d2 white knight · e2 black queen · g2 white pawn · h2 white pawn · c1 white rook · d1 white rook · h1 white king | 6 |
| 5 | c8 black rook · f8 black king · a7 black pawn · e7 black knight · f7 white pawn · g7 black pawn · h7 white queen · b6 black pawn · h6 black pawn · b4 white pawn · c4 white pawn · d4 black rook · a3 white pawn · d2 white knight · e2 black queen · g2 white pawn · h2 white pawn · c1 white rook · d1 white rook · h1 white king | c8 black rook · f8 black king · a7 black pawn · e7 black knight · f7 white pawn · g7 black pawn · h7 white queen · b6 black pawn · h6 black pawn · b4 white pawn · c4 white pawn · d4 black rook · a3 white pawn · d2 white knight · e2 black queen · g2 white pawn · h2 white pawn · c1 white rook · d1 white rook · h1 white king | c8 black rook · f8 black king · a7 black pawn · e7 black knight · f7 white pawn · g7 black pawn · h7 white queen · b6 black pawn · h6 black pawn · b4 white pawn · c4 white pawn · d4 black rook · a3 white pawn · d2 white knight · e2 black queen · g2 white pawn · h2 white pawn · c1 white rook · d1 white rook · h1 white king | c8 black rook · f8 black king · a7 black pawn · e7 black knight · f7 white pawn · g7 black pawn · h7 white queen · b6 black pawn · h6 black pawn · b4 white pawn · c4 white pawn · d4 black rook · a3 white pawn · d2 white knight · e2 black queen · g2 white pawn · h2 white pawn · c1 white rook · d1 white rook · h1 white king | c8 black rook · f8 black king · a7 black pawn · e7 black knight · f7 white pawn · g7 black pawn · h7 white queen · b6 black pawn · h6 black pawn · b4 white pawn · c4 white pawn · d4 black rook · a3 white pawn · d2 white knight · e2 black queen · g2 white pawn · h2 white pawn · c1 white rook · d1 white rook · h1 white king | c8 black rook · f8 black king · a7 black pawn · e7 black knight · f7 white pawn · g7 black pawn · h7 white queen · b6 black pawn · h6 black pawn · b4 white pawn · c4 white pawn · d4 black rook · a3 white pawn · d2 white knight · e2 black queen · g2 white pawn · h2 white pawn · c1 white rook · d1 white rook · h1 white king | c8 black rook · f8 black king · a7 black pawn · e7 black knight · f7 white pawn · g7 black pawn · h7 white queen · b6 black pawn · h6 black pawn · b4 white pawn · c4 white pawn · d4 black rook · a3 white pawn · d2 white knight · e2 black queen · g2 white pawn · h2 white pawn · c1 white rook · d1 white rook · h1 white king | c8 black rook · f8 black king · a7 black pawn · e7 black knight · f7 white pawn · g7 black pawn · h7 white queen · b6 black pawn · h6 black pawn · b4 white pawn · c4 white pawn · d4 black rook · a3 white pawn · d2 white knight · e2 black queen · g2 white pawn · h2 white pawn · c1 white rook · d1 white rook · h1 white king | 5 |
| 4 | c8 black rook · f8 black king · a7 black pawn · e7 black knight · f7 white pawn · g7 black pawn · h7 white queen · b6 black pawn · h6 black pawn · b4 white pawn · c4 white pawn · d4 black rook · a3 white pawn · d2 white knight · e2 black queen · g2 white pawn · h2 white pawn · c1 white rook · d1 white rook · h1 white king | c8 black rook · f8 black king · a7 black pawn · e7 black knight · f7 white pawn · g7 black pawn · h7 white queen · b6 black pawn · h6 black pawn · b4 white pawn · c4 white pawn · d4 black rook · a3 white pawn · d2 white knight · e2 black queen · g2 white pawn · h2 white pawn · c1 white rook · d1 white rook · h1 white king | c8 black rook · f8 black king · a7 black pawn · e7 black knight · f7 white pawn · g7 black pawn · h7 white queen · b6 black pawn · h6 black pawn · b4 white pawn · c4 white pawn · d4 black rook · a3 white pawn · d2 white knight · e2 black queen · g2 white pawn · h2 white pawn · c1 white rook · d1 white rook · h1 white king | c8 black rook · f8 black king · a7 black pawn · e7 black knight · f7 white pawn · g7 black pawn · h7 white queen · b6 black pawn · h6 black pawn · b4 white pawn · c4 white pawn · d4 black rook · a3 white pawn · d2 white knight · e2 black queen · g2 white pawn · h2 white pawn · c1 white rook · d1 white rook · h1 white king | c8 black rook · f8 black king · a7 black pawn · e7 black knight · f7 white pawn · g7 black pawn · h7 white queen · b6 black pawn · h6 black pawn · b4 white pawn · c4 white pawn · d4 black rook · a3 white pawn · d2 white knight · e2 black queen · g2 white pawn · h2 white pawn · c1 white rook · d1 white rook · h1 white king | c8 black rook · f8 black king · a7 black pawn · e7 black knight · f7 white pawn · g7 black pawn · h7 white queen · b6 black pawn · h6 black pawn · b4 white pawn · c4 white pawn · d4 black rook · a3 white pawn · d2 white knight · e2 black queen · g2 white pawn · h2 white pawn · c1 white rook · d1 white rook · h1 white king | c8 black rook · f8 black king · a7 black pawn · e7 black knight · f7 white pawn · g7 black pawn · h7 white queen · b6 black pawn · h6 black pawn · b4 white pawn · c4 white pawn · d4 black rook · a3 white pawn · d2 white knight · e2 black queen · g2 white pawn · h2 white pawn · c1 white rook · d1 white rook · h1 white king | c8 black rook · f8 black king · a7 black pawn · e7 black knight · f7 white pawn · g7 black pawn · h7 white queen · b6 black pawn · h6 black pawn · b4 white pawn · c4 white pawn · d4 black rook · a3 white pawn · d2 white knight · e2 black queen · g2 white pawn · h2 white pawn · c1 white rook · d1 white rook · h1 white king | 4 |
| 3 | c8 black rook · f8 black king · a7 black pawn · e7 black knight · f7 white pawn · g7 black pawn · h7 white queen · b6 black pawn · h6 black pawn · b4 white pawn · c4 white pawn · d4 black rook · a3 white pawn · d2 white knight · e2 black queen · g2 white pawn · h2 white pawn · c1 white rook · d1 white rook · h1 white king | c8 black rook · f8 black king · a7 black pawn · e7 black knight · f7 white pawn · g7 black pawn · h7 white queen · b6 black pawn · h6 black pawn · b4 white pawn · c4 white pawn · d4 black rook · a3 white pawn · d2 white knight · e2 black queen · g2 white pawn · h2 white pawn · c1 white rook · d1 white rook · h1 white king | c8 black rook · f8 black king · a7 black pawn · e7 black knight · f7 white pawn · g7 black pawn · h7 white queen · b6 black pawn · h6 black pawn · b4 white pawn · c4 white pawn · d4 black rook · a3 white pawn · d2 white knight · e2 black queen · g2 white pawn · h2 white pawn · c1 white rook · d1 white rook · h1 white king | c8 black rook · f8 black king · a7 black pawn · e7 black knight · f7 white pawn · g7 black pawn · h7 white queen · b6 black pawn · h6 black pawn · b4 white pawn · c4 white pawn · d4 black rook · a3 white pawn · d2 white knight · e2 black queen · g2 white pawn · h2 white pawn · c1 white rook · d1 white rook · h1 white king | c8 black rook · f8 black king · a7 black pawn · e7 black knight · f7 white pawn · g7 black pawn · h7 white queen · b6 black pawn · h6 black pawn · b4 white pawn · c4 white pawn · d4 black rook · a3 white pawn · d2 white knight · e2 black queen · g2 white pawn · h2 white pawn · c1 white rook · d1 white rook · h1 white king | c8 black rook · f8 black king · a7 black pawn · e7 black knight · f7 white pawn · g7 black pawn · h7 white queen · b6 black pawn · h6 black pawn · b4 white pawn · c4 white pawn · d4 black rook · a3 white pawn · d2 white knight · e2 black queen · g2 white pawn · h2 white pawn · c1 white rook · d1 white rook · h1 white king | c8 black rook · f8 black king · a7 black pawn · e7 black knight · f7 white pawn · g7 black pawn · h7 white queen · b6 black pawn · h6 black pawn · b4 white pawn · c4 white pawn · d4 black rook · a3 white pawn · d2 white knight · e2 black queen · g2 white pawn · h2 white pawn · c1 white rook · d1 white rook · h1 white king | c8 black rook · f8 black king · a7 black pawn · e7 black knight · f7 white pawn · g7 black pawn · h7 white queen · b6 black pawn · h6 black pawn · b4 white pawn · c4 white pawn · d4 black rook · a3 white pawn · d2 white knight · e2 black queen · g2 white pawn · h2 white pawn · c1 white rook · d1 white rook · h1 white king | 3 |
| 2 | c8 black rook · f8 black king · a7 black pawn · e7 black knight · f7 white pawn · g7 black pawn · h7 white queen · b6 black pawn · h6 black pawn · b4 white pawn · c4 white pawn · d4 black rook · a3 white pawn · d2 white knight · e2 black queen · g2 white pawn · h2 white pawn · c1 white rook · d1 white rook · h1 white king | c8 black rook · f8 black king · a7 black pawn · e7 black knight · f7 white pawn · g7 black pawn · h7 white queen · b6 black pawn · h6 black pawn · b4 white pawn · c4 white pawn · d4 black rook · a3 white pawn · d2 white knight · e2 black queen · g2 white pawn · h2 white pawn · c1 white rook · d1 white rook · h1 white king | c8 black rook · f8 black king · a7 black pawn · e7 black knight · f7 white pawn · g7 black pawn · h7 white queen · b6 black pawn · h6 black pawn · b4 white pawn · c4 white pawn · d4 black rook · a3 white pawn · d2 white knight · e2 black queen · g2 white pawn · h2 white pawn · c1 white rook · d1 white rook · h1 white king | c8 black rook · f8 black king · a7 black pawn · e7 black knight · f7 white pawn · g7 black pawn · h7 white queen · b6 black pawn · h6 black pawn · b4 white pawn · c4 white pawn · d4 black rook · a3 white pawn · d2 white knight · e2 black queen · g2 white pawn · h2 white pawn · c1 white rook · d1 white rook · h1 white king | c8 black rook · f8 black king · a7 black pawn · e7 black knight · f7 white pawn · g7 black pawn · h7 white queen · b6 black pawn · h6 black pawn · b4 white pawn · c4 white pawn · d4 black rook · a3 white pawn · d2 white knight · e2 black queen · g2 white pawn · h2 white pawn · c1 white rook · d1 white rook · h1 white king | c8 black rook · f8 black king · a7 black pawn · e7 black knight · f7 white pawn · g7 black pawn · h7 white queen · b6 black pawn · h6 black pawn · b4 white pawn · c4 white pawn · d4 black rook · a3 white pawn · d2 white knight · e2 black queen · g2 white pawn · h2 white pawn · c1 white rook · d1 white rook · h1 white king | c8 black rook · f8 black king · a7 black pawn · e7 black knight · f7 white pawn · g7 black pawn · h7 white queen · b6 black pawn · h6 black pawn · b4 white pawn · c4 white pawn · d4 black rook · a3 white pawn · d2 white knight · e2 black queen · g2 white pawn · h2 white pawn · c1 white rook · d1 white rook · h1 white king | c8 black rook · f8 black king · a7 black pawn · e7 black knight · f7 white pawn · g7 black pawn · h7 white queen · b6 black pawn · h6 black pawn · b4 white pawn · c4 white pawn · d4 black rook · a3 white pawn · d2 white knight · e2 black queen · g2 white pawn · h2 white pawn · c1 white rook · d1 white rook · h1 white king | 2 |
| 1 | c8 black rook · f8 black king · a7 black pawn · e7 black knight · f7 white pawn · g7 black pawn · h7 white queen · b6 black pawn · h6 black pawn · b4 white pawn · c4 white pawn · d4 black rook · a3 white pawn · d2 white knight · e2 black queen · g2 white pawn · h2 white pawn · c1 white rook · d1 white rook · h1 white king | c8 black rook · f8 black king · a7 black pawn · e7 black knight · f7 white pawn · g7 black pawn · h7 white queen · b6 black pawn · h6 black pawn · b4 white pawn · c4 white pawn · d4 black rook · a3 white pawn · d2 white knight · e2 black queen · g2 white pawn · h2 white pawn · c1 white rook · d1 white rook · h1 white king | c8 black rook · f8 black king · a7 black pawn · e7 black knight · f7 white pawn · g7 black pawn · h7 white queen · b6 black pawn · h6 black pawn · b4 white pawn · c4 white pawn · d4 black rook · a3 white pawn · d2 white knight · e2 black queen · g2 white pawn · h2 white pawn · c1 white rook · d1 white rook · h1 white king | c8 black rook · f8 black king · a7 black pawn · e7 black knight · f7 white pawn · g7 black pawn · h7 white queen · b6 black pawn · h6 black pawn · b4 white pawn · c4 white pawn · d4 black rook · a3 white pawn · d2 white knight · e2 black queen · g2 white pawn · h2 white pawn · c1 white rook · d1 white rook · h1 white king | c8 black rook · f8 black king · a7 black pawn · e7 black knight · f7 white pawn · g7 black pawn · h7 white queen · b6 black pawn · h6 black pawn · b4 white pawn · c4 white pawn · d4 black rook · a3 white pawn · d2 white knight · e2 black queen · g2 white pawn · h2 white pawn · c1 white rook · d1 white rook · h1 white king | c8 black rook · f8 black king · a7 black pawn · e7 black knight · f7 white pawn · g7 black pawn · h7 white queen · b6 black pawn · h6 black pawn · b4 white pawn · c4 white pawn · d4 black rook · a3 white pawn · d2 white knight · e2 black queen · g2 white pawn · h2 white pawn · c1 white rook · d1 white rook · h1 white king | c8 black rook · f8 black king · a7 black pawn · e7 black knight · f7 white pawn · g7 black pawn · h7 white queen · b6 black pawn · h6 black pawn · b4 white pawn · c4 white pawn · d4 black rook · a3 white pawn · d2 white knight · e2 black queen · g2 white pawn · h2 white pawn · c1 white rook · d1 white rook · h1 white king | c8 black rook · f8 black king · a7 black pawn · e7 black knight · f7 white pawn · g7 black pawn · h7 white queen · b6 black pawn · h6 black pawn · b4 white pawn · c4 white pawn · d4 black rook · a3 white pawn · d2 white knight · e2 black queen · g2 white pawn · h2 white pawn · c1 white rook · d1 white rook · h1 white king | 1 |
|   | a | b | c | d | e | f | g | h |   |

Игра Васје Пирца била је узорна, лепота остварења пленила је пажњу гледалаца, као у партији са Теом ван Шелтингом у Дубровнику на Шаховској олимпијади 1950. године, која је проглашена за једну од најбољих које су тад одигране.

### Тео ван Шелтинга— Васја Пирц
9. шаховска олимпијада, Дубровник, 3. септембар 1950. године, 10. коло
Нимцоиндијска одбрана, E21
1. д4 Сф6 2. ц4 е6 3. Сц3 Лб4 4. Сф3 0-0 5. Дб3 ц5 6. Лг5 Сц6 7. дц5 Лц5 8. е3 Ле7 9. Ле2 б6 10. 0-0 Лб7 11. а3 х6 12. Лх4 Тц8 13. Тад1 Са5 14. Да2 Се4 15. Се4 Ле4 16. Ле7 Де7 17. Сд2 Ла8 18. б4 Сц6 19. Дб2 Тфд8 20. Лф3 д6 21. Тц1 Се5 22. Ла8 Та8 23. Дд4 Тац8 24. Тфд1 Дц7 25. ф4 Сц6 26. Дб2 Се7 27. е4 д5! 28. ед5 Дф4! 29. де6? (једини потез био је 29. Те1) Де3+ 30. Кх1 Де2 (сада црни стоји боље) 31. еф7+ Кф8! 32. Дц2 (уместо овог потеза, једина шанса белог била је да покуша да заоштри игру са 31. ц5) Тд4 33. Дх7 Тцц4! (после овога, бели може само да преда — претње црног по основном реду одлучују) 34. Тф1 Тф4 35. Сф3 Тц1 36. Тц1 Тф3! 0-1

### Васја Пирц —Рудолф Шпилман
|   | a | b | c | d | e | f | g | h |   |
| 8 | a8 black bishop · f8 black king · a7 black knight · d7 black knight · e7 black queen · h7 black pawn · a6 black pawn · b6 black bishop · d6 white knight · f6 black pawn · g6 black pawn · b5 black pawn · e5 black pawn · b4 white pawn · h4 white knight · a3 white pawn · b3 white bishop · d3 white queen · e3 white pawn · b2 white bishop · f2 white pawn · g2 white pawn · h2 white pawn · g1 white king | a8 black bishop · f8 black king · a7 black knight · d7 black knight · e7 black queen · h7 black pawn · a6 black pawn · b6 black bishop · d6 white knight · f6 black pawn · g6 black pawn · b5 black pawn · e5 black pawn · b4 white pawn · h4 white knight · a3 white pawn · b3 white bishop · d3 white queen · e3 white pawn · b2 white bishop · f2 white pawn · g2 white pawn · h2 white pawn · g1 white king | a8 black bishop · f8 black king · a7 black knight · d7 black knight · e7 black queen · h7 black pawn · a6 black pawn · b6 black bishop · d6 white knight · f6 black pawn · g6 black pawn · b5 black pawn · e5 black pawn · b4 white pawn · h4 white knight · a3 white pawn · b3 white bishop · d3 white queen · e3 white pawn · b2 white bishop · f2 white pawn · g2 white pawn · h2 white pawn · g1 white king | a8 black bishop · f8 black king · a7 black knight · d7 black knight · e7 black queen · h7 black pawn · a6 black pawn · b6 black bishop · d6 white knight · f6 black pawn · g6 black pawn · b5 black pawn · e5 black pawn · b4 white pawn · h4 white knight · a3 white pawn · b3 white bishop · d3 white queen · e3 white pawn · b2 white bishop · f2 white pawn · g2 white pawn · h2 white pawn · g1 white king | a8 black bishop · f8 black king · a7 black knight · d7 black knight · e7 black queen · h7 black pawn · a6 black pawn · b6 black bishop · d6 white knight · f6 black pawn · g6 black pawn · b5 black pawn · e5 black pawn · b4 white pawn · h4 white knight · a3 white pawn · b3 white bishop · d3 white queen · e3 white pawn · b2 white bishop · f2 white pawn · g2 white pawn · h2 white pawn · g1 white king | a8 black bishop · f8 black king · a7 black knight · d7 black knight · e7 black queen · h7 black pawn · a6 black pawn · b6 black bishop · d6 white knight · f6 black pawn · g6 black pawn · b5 black pawn · e5 black pawn · b4 white pawn · h4 white knight · a3 white pawn · b3 white bishop · d3 white queen · e3 white pawn · b2 white bishop · f2 white pawn · g2 white pawn · h2 white pawn · g1 white king | a8 black bishop · f8 black king · a7 black knight · d7 black knight · e7 black queen · h7 black pawn · a6 black pawn · b6 black bishop · d6 white knight · f6 black pawn · g6 black pawn · b5 black pawn · e5 black pawn · b4 white pawn · h4 white knight · a3 white pawn · b3 white bishop · d3 white queen · e3 white pawn · b2 white bishop · f2 white pawn · g2 white pawn · h2 white pawn · g1 white king | a8 black bishop · f8 black king · a7 black knight · d7 black knight · e7 black queen · h7 black pawn · a6 black pawn · b6 black bishop · d6 white knight · f6 black pawn · g6 black pawn · b5 black pawn · e5 black pawn · b4 white pawn · h4 white knight · a3 white pawn · b3 white bishop · d3 white queen · e3 white pawn · b2 white bishop · f2 white pawn · g2 white pawn · h2 white pawn · g1 white king | 8 |
| 7 | a8 black bishop · f8 black king · a7 black knight · d7 black knight · e7 black queen · h7 black pawn · a6 black pawn · b6 black bishop · d6 white knight · f6 black pawn · g6 black pawn · b5 black pawn · e5 black pawn · b4 white pawn · h4 white knight · a3 white pawn · b3 white bishop · d3 white queen · e3 white pawn · b2 white bishop · f2 white pawn · g2 white pawn · h2 white pawn · g1 white king | a8 black bishop · f8 black king · a7 black knight · d7 black knight · e7 black queen · h7 black pawn · a6 black pawn · b6 black bishop · d6 white knight · f6 black pawn · g6 black pawn · b5 black pawn · e5 black pawn · b4 white pawn · h4 white knight · a3 white pawn · b3 white bishop · d3 white queen · e3 white pawn · b2 white bishop · f2 white pawn · g2 white pawn · h2 white pawn · g1 white king | a8 black bishop · f8 black king · a7 black knight · d7 black knight · e7 black queen · h7 black pawn · a6 black pawn · b6 black bishop · d6 white knight · f6 black pawn · g6 black pawn · b5 black pawn · e5 black pawn · b4 white pawn · h4 white knight · a3 white pawn · b3 white bishop · d3 white queen · e3 white pawn · b2 white bishop · f2 white pawn · g2 white pawn · h2 white pawn · g1 white king | a8 black bishop · f8 black king · a7 black knight · d7 black knight · e7 black queen · h7 black pawn · a6 black pawn · b6 black bishop · d6 white knight · f6 black pawn · g6 black pawn · b5 black pawn · e5 black pawn · b4 white pawn · h4 white knight · a3 white pawn · b3 white bishop · d3 white queen · e3 white pawn · b2 white bishop · f2 white pawn · g2 white pawn · h2 white pawn · g1 white king | a8 black bishop · f8 black king · a7 black knight · d7 black knight · e7 black queen · h7 black pawn · a6 black pawn · b6 black bishop · d6 white knight · f6 black pawn · g6 black pawn · b5 black pawn · e5 black pawn · b4 white pawn · h4 white knight · a3 white pawn · b3 white bishop · d3 white queen · e3 white pawn · b2 white bishop · f2 white pawn · g2 white pawn · h2 white pawn · g1 white king | a8 black bishop · f8 black king · a7 black knight · d7 black knight · e7 black queen · h7 black pawn · a6 black pawn · b6 black bishop · d6 white knight · f6 black pawn · g6 black pawn · b5 black pawn · e5 black pawn · b4 white pawn · h4 white knight · a3 white pawn · b3 white bishop · d3 white queen · e3 white pawn · b2 white bishop · f2 white pawn · g2 white pawn · h2 white pawn · g1 white king | a8 black bishop · f8 black king · a7 black knight · d7 black knight · e7 black queen · h7 black pawn · a6 black pawn · b6 black bishop · d6 white knight · f6 black pawn · g6 black pawn · b5 black pawn · e5 black pawn · b4 white pawn · h4 white knight · a3 white pawn · b3 white bishop · d3 white queen · e3 white pawn · b2 white bishop · f2 white pawn · g2 white pawn · h2 white pawn · g1 white king | a8 black bishop · f8 black king · a7 black knight · d7 black knight · e7 black queen · h7 black pawn · a6 black pawn · b6 black bishop · d6 white knight · f6 black pawn · g6 black pawn · b5 black pawn · e5 black pawn · b4 white pawn · h4 white knight · a3 white pawn · b3 white bishop · d3 white queen · e3 white pawn · b2 white bishop · f2 white pawn · g2 white pawn · h2 white pawn · g1 white king | 7 |
| 6 | a8 black bishop · f8 black king · a7 black knight · d7 black knight · e7 black queen · h7 black pawn · a6 black pawn · b6 black bishop · d6 white knight · f6 black pawn · g6 black pawn · b5 black pawn · e5 black pawn · b4 white pawn · h4 white knight · a3 white pawn · b3 white bishop · d3 white queen · e3 white pawn · b2 white bishop · f2 white pawn · g2 white pawn · h2 white pawn · g1 white king | a8 black bishop · f8 black king · a7 black knight · d7 black knight · e7 black queen · h7 black pawn · a6 black pawn · b6 black bishop · d6 white knight · f6 black pawn · g6 black pawn · b5 black pawn · e5 black pawn · b4 white pawn · h4 white knight · a3 white pawn · b3 white bishop · d3 white queen · e3 white pawn · b2 white bishop · f2 white pawn · g2 white pawn · h2 white pawn · g1 white king | a8 black bishop · f8 black king · a7 black knight · d7 black knight · e7 black queen · h7 black pawn · a6 black pawn · b6 black bishop · d6 white knight · f6 black pawn · g6 black pawn · b5 black pawn · e5 black pawn · b4 white pawn · h4 white knight · a3 white pawn · b3 white bishop · d3 white queen · e3 white pawn · b2 white bishop · f2 white pawn · g2 white pawn · h2 white pawn · g1 white king | a8 black bishop · f8 black king · a7 black knight · d7 black knight · e7 black queen · h7 black pawn · a6 black pawn · b6 black bishop · d6 white knight · f6 black pawn · g6 black pawn · b5 black pawn · e5 black pawn · b4 white pawn · h4 white knight · a3 white pawn · b3 white bishop · d3 white queen · e3 white pawn · b2 white bishop · f2 white pawn · g2 white pawn · h2 white pawn · g1 white king | a8 black bishop · f8 black king · a7 black knight · d7 black knight · e7 black queen · h7 black pawn · a6 black pawn · b6 black bishop · d6 white knight · f6 black pawn · g6 black pawn · b5 black pawn · e5 black pawn · b4 white pawn · h4 white knight · a3 white pawn · b3 white bishop · d3 white queen · e3 white pawn · b2 white bishop · f2 white pawn · g2 white pawn · h2 white pawn · g1 white king | a8 black bishop · f8 black king · a7 black knight · d7 black knight · e7 black queen · h7 black pawn · a6 black pawn · b6 black bishop · d6 white knight · f6 black pawn · g6 black pawn · b5 black pawn · e5 black pawn · b4 white pawn · h4 white knight · a3 white pawn · b3 white bishop · d3 white queen · e3 white pawn · b2 white bishop · f2 white pawn · g2 white pawn · h2 white pawn · g1 white king | a8 black bishop · f8 black king · a7 black knight · d7 black knight · e7 black queen · h7 black pawn · a6 black pawn · b6 black bishop · d6 white knight · f6 black pawn · g6 black pawn · b5 black pawn · e5 black pawn · b4 white pawn · h4 white knight · a3 white pawn · b3 white bishop · d3 white queen · e3 white pawn · b2 white bishop · f2 white pawn · g2 white pawn · h2 white pawn · g1 white king | a8 black bishop · f8 black king · a7 black knight · d7 black knight · e7 black queen · h7 black pawn · a6 black pawn · b6 black bishop · d6 white knight · f6 black pawn · g6 black pawn · b5 black pawn · e5 black pawn · b4 white pawn · h4 white knight · a3 white pawn · b3 white bishop · d3 white queen · e3 white pawn · b2 white bishop · f2 white pawn · g2 white pawn · h2 white pawn · g1 white king | 6 |
| 5 | a8 black bishop · f8 black king · a7 black knight · d7 black knight · e7 black queen · h7 black pawn · a6 black pawn · b6 black bishop · d6 white knight · f6 black pawn · g6 black pawn · b5 black pawn · e5 black pawn · b4 white pawn · h4 white knight · a3 white pawn · b3 white bishop · d3 white queen · e3 white pawn · b2 white bishop · f2 white pawn · g2 white pawn · h2 white pawn · g1 white king | a8 black bishop · f8 black king · a7 black knight · d7 black knight · e7 black queen · h7 black pawn · a6 black pawn · b6 black bishop · d6 white knight · f6 black pawn · g6 black pawn · b5 black pawn · e5 black pawn · b4 white pawn · h4 white knight · a3 white pawn · b3 white bishop · d3 white queen · e3 white pawn · b2 white bishop · f2 white pawn · g2 white pawn · h2 white pawn · g1 white king | a8 black bishop · f8 black king · a7 black knight · d7 black knight · e7 black queen · h7 black pawn · a6 black pawn · b6 black bishop · d6 white knight · f6 black pawn · g6 black pawn · b5 black pawn · e5 black pawn · b4 white pawn · h4 white knight · a3 white pawn · b3 white bishop · d3 white queen · e3 white pawn · b2 white bishop · f2 white pawn · g2 white pawn · h2 white pawn · g1 white king | a8 black bishop · f8 black king · a7 black knight · d7 black knight · e7 black queen · h7 black pawn · a6 black pawn · b6 black bishop · d6 white knight · f6 black pawn · g6 black pawn · b5 black pawn · e5 black pawn · b4 white pawn · h4 white knight · a3 white pawn · b3 white bishop · d3 white queen · e3 white pawn · b2 white bishop · f2 white pawn · g2 white pawn · h2 white pawn · g1 white king | a8 black bishop · f8 black king · a7 black knight · d7 black knight · e7 black queen · h7 black pawn · a6 black pawn · b6 black bishop · d6 white knight · f6 black pawn · g6 black pawn · b5 black pawn · e5 black pawn · b4 white pawn · h4 white knight · a3 white pawn · b3 white bishop · d3 white queen · e3 white pawn · b2 white bishop · f2 white pawn · g2 white pawn · h2 white pawn · g1 white king | a8 black bishop · f8 black king · a7 black knight · d7 black knight · e7 black queen · h7 black pawn · a6 black pawn · b6 black bishop · d6 white knight · f6 black pawn · g6 black pawn · b5 black pawn · e5 black pawn · b4 white pawn · h4 white knight · a3 white pawn · b3 white bishop · d3 white queen · e3 white pawn · b2 white bishop · f2 white pawn · g2 white pawn · h2 white pawn · g1 white king | a8 black bishop · f8 black king · a7 black knight · d7 black knight · e7 black queen · h7 black pawn · a6 black pawn · b6 black bishop · d6 white knight · f6 black pawn · g6 black pawn · b5 black pawn · e5 black pawn · b4 white pawn · h4 white knight · a3 white pawn · b3 white bishop · d3 white queen · e3 white pawn · b2 white bishop · f2 white pawn · g2 white pawn · h2 white pawn · g1 white king | a8 black bishop · f8 black king · a7 black knight · d7 black knight · e7 black queen · h7 black pawn · a6 black pawn · b6 black bishop · d6 white knight · f6 black pawn · g6 black pawn · b5 black pawn · e5 black pawn · b4 white pawn · h4 white knight · a3 white pawn · b3 white bishop · d3 white queen · e3 white pawn · b2 white bishop · f2 white pawn · g2 white pawn · h2 white pawn · g1 white king | 5 |
| 4 | a8 black bishop · f8 black king · a7 black knight · d7 black knight · e7 black queen · h7 black pawn · a6 black pawn · b6 black bishop · d6 white knight · f6 black pawn · g6 black pawn · b5 black pawn · e5 black pawn · b4 white pawn · h4 white knight · a3 white pawn · b3 white bishop · d3 white queen · e3 white pawn · b2 white bishop · f2 white pawn · g2 white pawn · h2 white pawn · g1 white king | a8 black bishop · f8 black king · a7 black knight · d7 black knight · e7 black queen · h7 black pawn · a6 black pawn · b6 black bishop · d6 white knight · f6 black pawn · g6 black pawn · b5 black pawn · e5 black pawn · b4 white pawn · h4 white knight · a3 white pawn · b3 white bishop · d3 white queen · e3 white pawn · b2 white bishop · f2 white pawn · g2 white pawn · h2 white pawn · g1 white king | a8 black bishop · f8 black king · a7 black knight · d7 black knight · e7 black queen · h7 black pawn · a6 black pawn · b6 black bishop · d6 white knight · f6 black pawn · g6 black pawn · b5 black pawn · e5 black pawn · b4 white pawn · h4 white knight · a3 white pawn · b3 white bishop · d3 white queen · e3 white pawn · b2 white bishop · f2 white pawn · g2 white pawn · h2 white pawn · g1 white king | a8 black bishop · f8 black king · a7 black knight · d7 black knight · e7 black queen · h7 black pawn · a6 black pawn · b6 black bishop · d6 white knight · f6 black pawn · g6 black pawn · b5 black pawn · e5 black pawn · b4 white pawn · h4 white knight · a3 white pawn · b3 white bishop · d3 white queen · e3 white pawn · b2 white bishop · f2 white pawn · g2 white pawn · h2 white pawn · g1 white king | a8 black bishop · f8 black king · a7 black knight · d7 black knight · e7 black queen · h7 black pawn · a6 black pawn · b6 black bishop · d6 white knight · f6 black pawn · g6 black pawn · b5 black pawn · e5 black pawn · b4 white pawn · h4 white knight · a3 white pawn · b3 white bishop · d3 white queen · e3 white pawn · b2 white bishop · f2 white pawn · g2 white pawn · h2 white pawn · g1 white king | a8 black bishop · f8 black king · a7 black knight · d7 black knight · e7 black queen · h7 black pawn · a6 black pawn · b6 black bishop · d6 white knight · f6 black pawn · g6 black pawn · b5 black pawn · e5 black pawn · b4 white pawn · h4 white knight · a3 white pawn · b3 white bishop · d3 white queen · e3 white pawn · b2 white bishop · f2 white pawn · g2 white pawn · h2 white pawn · g1 white king | a8 black bishop · f8 black king · a7 black knight · d7 black knight · e7 black queen · h7 black pawn · a6 black pawn · b6 black bishop · d6 white knight · f6 black pawn · g6 black pawn · b5 black pawn · e5 black pawn · b4 white pawn · h4 white knight · a3 white pawn · b3 white bishop · d3 white queen · e3 white pawn · b2 white bishop · f2 white pawn · g2 white pawn · h2 white pawn · g1 white king | a8 black bishop · f8 black king · a7 black knight · d7 black knight · e7 black queen · h7 black pawn · a6 black pawn · b6 black bishop · d6 white knight · f6 black pawn · g6 black pawn · b5 black pawn · e5 black pawn · b4 white pawn · h4 white knight · a3 white pawn · b3 white bishop · d3 white queen · e3 white pawn · b2 white bishop · f2 white pawn · g2 white pawn · h2 white pawn · g1 white king | 4 |
| 3 | a8 black bishop · f8 black king · a7 black knight · d7 black knight · e7 black queen · h7 black pawn · a6 black pawn · b6 black bishop · d6 white knight · f6 black pawn · g6 black pawn · b5 black pawn · e5 black pawn · b4 white pawn · h4 white knight · a3 white pawn · b3 white bishop · d3 white queen · e3 white pawn · b2 white bishop · f2 white pawn · g2 white pawn · h2 white pawn · g1 white king | a8 black bishop · f8 black king · a7 black knight · d7 black knight · e7 black queen · h7 black pawn · a6 black pawn · b6 black bishop · d6 white knight · f6 black pawn · g6 black pawn · b5 black pawn · e5 black pawn · b4 white pawn · h4 white knight · a3 white pawn · b3 white bishop · d3 white queen · e3 white pawn · b2 white bishop · f2 white pawn · g2 white pawn · h2 white pawn · g1 white king | a8 black bishop · f8 black king · a7 black knight · d7 black knight · e7 black queen · h7 black pawn · a6 black pawn · b6 black bishop · d6 white knight · f6 black pawn · g6 black pawn · b5 black pawn · e5 black pawn · b4 white pawn · h4 white knight · a3 white pawn · b3 white bishop · d3 white queen · e3 white pawn · b2 white bishop · f2 white pawn · g2 white pawn · h2 white pawn · g1 white king | a8 black bishop · f8 black king · a7 black knight · d7 black knight · e7 black queen · h7 black pawn · a6 black pawn · b6 black bishop · d6 white knight · f6 black pawn · g6 black pawn · b5 black pawn · e5 black pawn · b4 white pawn · h4 white knight · a3 white pawn · b3 white bishop · d3 white queen · e3 white pawn · b2 white bishop · f2 white pawn · g2 white pawn · h2 white pawn · g1 white king | a8 black bishop · f8 black king · a7 black knight · d7 black knight · e7 black queen · h7 black pawn · a6 black pawn · b6 black bishop · d6 white knight · f6 black pawn · g6 black pawn · b5 black pawn · e5 black pawn · b4 white pawn · h4 white knight · a3 white pawn · b3 white bishop · d3 white queen · e3 white pawn · b2 white bishop · f2 white pawn · g2 white pawn · h2 white pawn · g1 white king | a8 black bishop · f8 black king · a7 black knight · d7 black knight · e7 black queen · h7 black pawn · a6 black pawn · b6 black bishop · d6 white knight · f6 black pawn · g6 black pawn · b5 black pawn · e5 black pawn · b4 white pawn · h4 white knight · a3 white pawn · b3 white bishop · d3 white queen · e3 white pawn · b2 white bishop · f2 white pawn · g2 white pawn · h2 white pawn · g1 white king | a8 black bishop · f8 black king · a7 black knight · d7 black knight · e7 black queen · h7 black pawn · a6 black pawn · b6 black bishop · d6 white knight · f6 black pawn · g6 black pawn · b5 black pawn · e5 black pawn · b4 white pawn · h4 white knight · a3 white pawn · b3 white bishop · d3 white queen · e3 white pawn · b2 white bishop · f2 white pawn · g2 white pawn · h2 white pawn · g1 white king | a8 black bishop · f8 black king · a7 black knight · d7 black knight · e7 black queen · h7 black pawn · a6 black pawn · b6 black bishop · d6 white knight · f6 black pawn · g6 black pawn · b5 black pawn · e5 black pawn · b4 white pawn · h4 white knight · a3 white pawn · b3 white bishop · d3 white queen · e3 white pawn · b2 white bishop · f2 white pawn · g2 white pawn · h2 white pawn · g1 white king | 3 |
| 2 | a8 black bishop · f8 black king · a7 black knight · d7 black knight · e7 black queen · h7 black pawn · a6 black pawn · b6 black bishop · d6 white knight · f6 black pawn · g6 black pawn · b5 black pawn · e5 black pawn · b4 white pawn · h4 white knight · a3 white pawn · b3 white bishop · d3 white queen · e3 white pawn · b2 white bishop · f2 white pawn · g2 white pawn · h2 white pawn · g1 white king | a8 black bishop · f8 black king · a7 black knight · d7 black knight · e7 black queen · h7 black pawn · a6 black pawn · b6 black bishop · d6 white knight · f6 black pawn · g6 black pawn · b5 black pawn · e5 black pawn · b4 white pawn · h4 white knight · a3 white pawn · b3 white bishop · d3 white queen · e3 white pawn · b2 white bishop · f2 white pawn · g2 white pawn · h2 white pawn · g1 white king | a8 black bishop · f8 black king · a7 black knight · d7 black knight · e7 black queen · h7 black pawn · a6 black pawn · b6 black bishop · d6 white knight · f6 black pawn · g6 black pawn · b5 black pawn · e5 black pawn · b4 white pawn · h4 white knight · a3 white pawn · b3 white bishop · d3 white queen · e3 white pawn · b2 white bishop · f2 white pawn · g2 white pawn · h2 white pawn · g1 white king | a8 black bishop · f8 black king · a7 black knight · d7 black knight · e7 black queen · h7 black pawn · a6 black pawn · b6 black bishop · d6 white knight · f6 black pawn · g6 black pawn · b5 black pawn · e5 black pawn · b4 white pawn · h4 white knight · a3 white pawn · b3 white bishop · d3 white queen · e3 white pawn · b2 white bishop · f2 white pawn · g2 white pawn · h2 white pawn · g1 white king | a8 black bishop · f8 black king · a7 black knight · d7 black knight · e7 black queen · h7 black pawn · a6 black pawn · b6 black bishop · d6 white knight · f6 black pawn · g6 black pawn · b5 black pawn · e5 black pawn · b4 white pawn · h4 white knight · a3 white pawn · b3 white bishop · d3 white queen · e3 white pawn · b2 white bishop · f2 white pawn · g2 white pawn · h2 white pawn · g1 white king | a8 black bishop · f8 black king · a7 black knight · d7 black knight · e7 black queen · h7 black pawn · a6 black pawn · b6 black bishop · d6 white knight · f6 black pawn · g6 black pawn · b5 black pawn · e5 black pawn · b4 white pawn · h4 white knight · a3 white pawn · b3 white bishop · d3 white queen · e3 white pawn · b2 white bishop · f2 white pawn · g2 white pawn · h2 white pawn · g1 white king | a8 black bishop · f8 black king · a7 black knight · d7 black knight · e7 black queen · h7 black pawn · a6 black pawn · b6 black bishop · d6 white knight · f6 black pawn · g6 black pawn · b5 black pawn · e5 black pawn · b4 white pawn · h4 white knight · a3 white pawn · b3 white bishop · d3 white queen · e3 white pawn · b2 white bishop · f2 white pawn · g2 white pawn · h2 white pawn · g1 white king | a8 black bishop · f8 black king · a7 black knight · d7 black knight · e7 black queen · h7 black pawn · a6 black pawn · b6 black bishop · d6 white knight · f6 black pawn · g6 black pawn · b5 black pawn · e5 black pawn · b4 white pawn · h4 white knight · a3 white pawn · b3 white bishop · d3 white queen · e3 white pawn · b2 white bishop · f2 white pawn · g2 white pawn · h2 white pawn · g1 white king | 2 |
| 1 | a8 black bishop · f8 black king · a7 black knight · d7 black knight · e7 black queen · h7 black pawn · a6 black pawn · b6 black bishop · d6 white knight · f6 black pawn · g6 black pawn · b5 black pawn · e5 black pawn · b4 white pawn · h4 white knight · a3 white pawn · b3 white bishop · d3 white queen · e3 white pawn · b2 white bishop · f2 white pawn · g2 white pawn · h2 white pawn · g1 white king | a8 black bishop · f8 black king · a7 black knight · d7 black knight · e7 black queen · h7 black pawn · a6 black pawn · b6 black bishop · d6 white knight · f6 black pawn · g6 black pawn · b5 black pawn · e5 black pawn · b4 white pawn · h4 white knight · a3 white pawn · b3 white bishop · d3 white queen · e3 white pawn · b2 white bishop · f2 white pawn · g2 white pawn · h2 white pawn · g1 white king | a8 black bishop · f8 black king · a7 black knight · d7 black knight · e7 black queen · h7 black pawn · a6 black pawn · b6 black bishop · d6 white knight · f6 black pawn · g6 black pawn · b5 black pawn · e5 black pawn · b4 white pawn · h4 white knight · a3 white pawn · b3 white bishop · d3 white queen · e3 white pawn · b2 white bishop · f2 white pawn · g2 white pawn · h2 white pawn · g1 white king | a8 black bishop · f8 black king · a7 black knight · d7 black knight · e7 black queen · h7 black pawn · a6 black pawn · b6 black bishop · d6 white knight · f6 black pawn · g6 black pawn · b5 black pawn · e5 black pawn · b4 white pawn · h4 white knight · a3 white pawn · b3 white bishop · d3 white queen · e3 white pawn · b2 white bishop · f2 white pawn · g2 white pawn · h2 white pawn · g1 white king | a8 black bishop · f8 black king · a7 black knight · d7 black knight · e7 black queen · h7 black pawn · a6 black pawn · b6 black bishop · d6 white knight · f6 black pawn · g6 black pawn · b5 black pawn · e5 black pawn · b4 white pawn · h4 white knight · a3 white pawn · b3 white bishop · d3 white queen · e3 white pawn · b2 white bishop · f2 white pawn · g2 white pawn · h2 white pawn · g1 white king | a8 black bishop · f8 black king · a7 black knight · d7 black knight · e7 black queen · h7 black pawn · a6 black pawn · b6 black bishop · d6 white knight · f6 black pawn · g6 black pawn · b5 black pawn · e5 black pawn · b4 white pawn · h4 white knight · a3 white pawn · b3 white bishop · d3 white queen · e3 white pawn · b2 white bishop · f2 white pawn · g2 white pawn · h2 white pawn · g1 white king | a8 black bishop · f8 black king · a7 black knight · d7 black knight · e7 black queen · h7 black pawn · a6 black pawn · b6 black bishop · d6 white knight · f6 black pawn · g6 black pawn · b5 black pawn · e5 black pawn · b4 white pawn · h4 white knight · a3 white pawn · b3 white bishop · d3 white queen · e3 white pawn · b2 white bishop · f2 white pawn · g2 white pawn · h2 white pawn · g1 white king | a8 black bishop · f8 black king · a7 black knight · d7 black knight · e7 black queen · h7 black pawn · a6 black pawn · b6 black bishop · d6 white knight · f6 black pawn · g6 black pawn · b5 black pawn · e5 black pawn · b4 white pawn · h4 white knight · a3 white pawn · b3 white bishop · d3 white queen · e3 white pawn · b2 white bishop · f2 white pawn · g2 white pawn · h2 white pawn · g1 white king | 1 |
|   | a | b | c | d | e | f | g | h |   |

Јубиларни турнир Мариборског шах-клуба, 1934. године
Примљени дамин гамбит, D28
1. д4 Сф6
2. Сф3 д5
3. ц4 д:ц4
4. е3 ц5
5. Л:ц4 е6
6. 0-0 Сц6
7. Де2 а6
8. а3
До сада је све ишло по теорији, а овај потез (у то време) је био новост. Бели хоће да избегне варијанту 9. Тд1 б5 10. Лб3 ц4 11. Лц2 Сб4. Сад бели ловац има уточиште на а2, а касније прети и б4.
8. .. б5 9. Ла2 Лб7
Боље је било 9. .. ц4, али бели је баш тај потез желео изазвати како би утврдио свој центар.
10. д:ц5 Л:ц5
11. б4 Лб6
12. Лб2 0-0
13. Тфд1 Де7
14. Сбд2 Тфд8
15. Тац1 Тд7
16. Лб1 Тад8
Ова позиција само на око је једнака. У ствари бели стоји боље, јер дијагонала његовог даминог ловца је отворена, док црни скакач Сц6 смета сопственом ловцу. Осим тога, Сд2 има ближи пут на важно поље ц5 него што црни Сц6 има на ц4.
17. Сб3 Т:д1+
18. Т:д1 Т:д1+
19. Д:д1
Ове измене биле су црном потребне, јер иначе више не би могао спречити Сц5.
19. .. е5
20. Дц2 г6
Са своја последња два потеза, црни је нешто ослабио позицију, али ово је било потребно због претње Дц2, Л:ф6, Сх4 и Сф5.
21. Дц3 Дд6?
Грешка која брзо губи. Исправно је било Сд7, после чега би се црни могао бранити.
22. Лц2 Сд7
23. Сбд2 ф6
24. Се4 Де7
Сада се види да је црни у 21. потезу изгубио важан темпо.
25. Дд3 Кг7
Претило је Д:д7+ и Сф6+.
26. Сд6
Тачка д6 и дијагонала а2-г8 морају одлучити.
26. .. Ла8
27. Сх1! Кф8
Претило је Сф5+ и С:г6.
28. Лб3 Са7 (види дијаграм)
Очајање. После 28. .. Сд8 29. Сц8 Дг7 30. Дд6+ црни би изгубио фигуру.
29. С:г6+! х:г6
30. Д:г6 1:0